# Wilhelm Michael Nebel
Wilhelm Michael Nebel (* 1804 in Geinsheim; † 1848 in Geinsheim) war ein deutscher Schriftsteller. Er verfasste vorwiegend katholische Erbauungsliteratur.
Nebel studierte Theologie, Literatur und Philosophie in München. Dort und in Augsburg war er als Schriftsteller tätig. Sein literarisches Vorbild war Christoph von Schmid, mit dem er auch selbst in Kontakt stand. Sein erstes Werk, das Erbauungsbuch Die Glocke der Andacht (1832) wurde schon bis 1836 in einer Auflage von 12.000 Stück gedruckt. Nach diesem ist er in späteren Schriften oft nur als „Der Verfasser der 'Glocke der Andacht'“ bezeichnet.
In seinen erzählenden Werken setzt Nebel oft auf exotische Schauplätze; um Moral zu vermitteln spricht er die Leser direkt an. Beworben wurden seine Schriften als Werke eines „geistreichen und gemütvollen Verfassers“, der „Schönes und Erhabenes in Prosa oder poetischem Gewande zur Erbauung erleuchteter Katholiken“ verfasst habe. Hingegen bemängelten zeitgenössische Kritiker, dass er „zu viel Ausdrücke seiner subjectiven Empfindung“ in die Darstellung einmischte und in „Süßigkeiten und schwelgenden Gefühlen“ schwärmte. Einzelne seiner Werke wurden auch ins Französische übersetzt.

## Werke
- Die Glocke der Andacht. Ein Gebet- und Erbauungsbuch für gebildete Katholiken. Augsburg 1832.
- Louisens Morgen- und Abendfeier. Ein Erbauungsbuch. Augsburg 1834.
- Der verlorne Sohn. Die Geschichte einer deutschen Familie. Augsburg 1834.
- Viktorin. Oder: Prüfung und Treue. Die Geschichte eines jungen deutschen Auswanderers und der Seinigen nach Amerika. Augsburg 1836.
- Der Pilger des Kreuzes. Ein vollständiges Bet- und Erbauungsbuch für gebildete Katholiken. Augsburg 1836.
- Die Braut von Jerusalem: Religiös-romantisches Gedicht in 10 Gesängen. 1837.
- Der Seher von Venedig: ein psychologisches Nachtgemälde. 1837.
- Engel Fenelon. Ein dramatisches Familiengemälde in zwei Aufzügen. München 1838
- Der Meister und der Jünger. Schritte zur Erkenntniß Gottes und des menschlichen Herzens. Augsburg 1838.
- Worte eines Wiedergebornen, oder : Morgenroth und Tag durch Moses und Christus. Mannheim 1839.
- Der natürliche Sohn: Psychologische Nachtgemälde aus den Papieren eines Todten. 1839.
- Der vielbeweinte Wiedergefundene. Eine der rührendsten Geschichten der grauen Vorzeit. (spätere Ausgaben auch unter dem Titel: Der ägyptische Joseph: eine der rührendsten Geschichten der grauen Vorzeit.) München 1839.
- Die Rose von Rom, oder ehre Vater und Mutter! Augsburg 1840. (auch ins Französische übersetzt, unter dem Titel La rose de Rome ou honore ton père et ta mère!, Augsburg 1842)
- Die Frau vom guten Hirten. Eine Erzählung aus unsern Tagen für Mütter und Töchter. Augsburg 1840.
- Die Korsaren aus dem Morgenland, oder der Stern von Tunis: Eine Erzählung aus den Zeiten der letzten Kreuzzüge. 1840.
- Das Gebet Jesu. Ein vollständiges Gebet- und Erbauungsbuch für gebildete Katholiken. 1841.
- Die Strahlenkrone oder die glanzvollsten Lichtpunkte in den heiligen Büchern des Alten und des Neuen Testamentes. Augsburg 1841.
- Des wahren Wegs zur Frömmigkeit und Tugend 1. Bändchen: Theodor oder die kindliche Liebe.
- Des wahren Wegs zur Frömmigkeit und Tugend 2. u. 3. Bändchen: Zwei Jahre aus dem Leben eines gefallenen Jünglings und seine Rückkehr zur Tugend durch die Macht der Religion.
- Des wahren Wegs zur Frömmigkeit und Tugend 4. Bändchen: Timotheus oder Kraft und Wunder des Glaubens. Eine Erzählung aus dem ersten Jahrhundert nach Christus. Stuttgart 1841.
- Die Perle von Genua, oder Kindlicher Liebe Treue und Lohn. eine Erzählung für die reifere Jugend.
- Vorwort zu: Die Kinder der Wittwe, oder Der Herr hilft auf den schuldlos Leidenden und demüthigt die Sünder bis zur Erde. Eine Erzählung für die erwachsene Jugend. (Eduard von Ambach)
- Die Mauren in Valencia, oder Der ewigen Liebe Schützlinge. Eine Erzählung aus den Zeiten der Mauren in Spanien. Augsburg 1842.
- Die Braut von Tarent oder die unsichtbaren Wächter: eine Erzählung. 1842.
- Das Marienbild oder die Leiden eines Fürstensohnes. Eine Erzählung für die reifere Jugend. 1842.
- Die Schwestern aus der Schweiz, oder Haus und Welt. Neuburg a. D. 1843.
- Meister und Jünger, oder Die goldene Wanderschaft. Eine Erzählung. Augsburg 1845.
- Der Findling von Granada, oder: Die Vorsehung wacht. Eine Erzählung aus den Zeiten der Mauren in Spanien. Augsburg 1846.
- Die Orgel zu St. Paul, oder Das Blinden-Institut. Eine Geschichte aus dem bürgerlichen Leben. Augsburg 1847.
- Die Waisen aus Neapel oder: Fürchtet euch nicht – ich bin bei euch. Augsburg.